# Arondismentul Créteil
Arondismentul Créteil (în franceză Arrondissement de Créteil) este un arondisment din departamentul Val-de-Marne, regiunea Île-de-France, Franța.

## Subdiviziuni

### Cantoane
- Cantonul Alfortville-Nord
- Cantonul Alfortville-Sud
- Cantonul Boissy-Saint-Léger
- Cantonul Bonneuil-sur-Marne
- Cantonul Charenton-le-Pont
- Cantonul Choisy-le-Roi
- Cantonul Créteil-Nord
- Cantonul Créteil-Ouest
- Cantonul Créteil-Sud
- Cantonul Ivry-sur-Seine-Est
- Cantonul Ivry-sur-Seine-Ouest
- Cantonul Maisons-Alfort-Nord
- Cantonul Maisons-Alfort-Sud
- Cantonul Orly
- Cantonul Saint-Maur-des-Fossés-Centre
- Cantonul Saint-Maur-des-Fossés-Ouest
- Cantonul Saint-Maur-La Varenne
- Cantonul Sucy-en-Brie
- Cantonul Valenton
- Cantonul Villecresnes
- Cantonul Villeneuve-le-Roi
- Cantonul Villeneuve-Saint-Georges
- Cantonul Vitry-sur-Seine-Est
- Cantonul Vitry-sur-Seine-Nord
- Cantonul Vitry-sur-Seine-Ouest

### Comune
| 1. Ablon-sur-Seine (94001)           | 2. Alfortville (94002)        | 3. Boissy-Saint-Léger (94004)     | 4. Bonneuil-sur-Marne (94011) |
| 5. Charenton-le-Pont (94018)         | 6. Choisy-le-Roi (94022)      | 7. Créteil (94028)                | 8. Ivry-sur-Seine (94041)     |
| 9. Limeil-Brévannes (94044)          | 10. Maisons-Alfort (94046)    | 11. Mandres-les-Roses (94047)     | 12. Marolles-en-Brie (94048)  |
| 13. Orly (94054)                     | 14. Périgny (94056)           | 15. Saint-Maur-des-Fossés (94068) | 16. Saint-Maurice (94069)     |
| 17. Santeny (94070)                  | 18. Sucy-en-Brie (94071)      | 19. Valenton (94074)              | 20. Villecresnes (94075)      |
| 21. Villeneuve-Saint-Georges (94078) | 22. Villeneuve-le-Roi (94077) | 23. Vitry-sur-Seine (94081)       |                               |

1. ↑  Q125359184[*] Verificați valoarea |titlelink= (ajutor)